# Amir Hossein Firouzpour
Amir Hossein Firouzpour (in persiano امیرحسین فیروزپور‎; 2000) è un lottatore iraniano, specializzato nella lotta libera.

## Biografia
Anche suo fratello Mohammad Sadegh è un lottatore di caratura internazionale.
Ai Campionati asiatici di Ulan Bator 2022 ha vinto la medaglia d'oro nel torneo dei 92 kg, battendo il mongolo Orgilokh Dagvadorj in finale.

## Palmarès
- Campionati asiatici

Ulan Bator 2022: oro nei 92 kg.